# Kostel svatého Jana Nepomuckého (Nové Hamry)
Kostel svatého Jana Nepomuckého byl postaven v pozdně barokním stylu v obci Nové Hamry v okrese Karlovy Vary. Je kulturní památkou České republiky. Římskokatolický filiální kostel náleží k římskokatolické farnosti Nejdek, karlovarský vikariát, diecéze plzeňská.

## Historie
Kostel svatého Jana Nepomuckého byl postaven v roce 1789 na návrší v horní části obce Nové Hamry, v místě, které vybral sám pražský biskup Erasmus Dionýz Krieger. V roce 1810 byla k západnímu průčelí přistavěna zvonová věž. V roce 1904 byly do původní skříně varhan instalovány nové varhany od pražského varhanáře Heinricha Schiffnera. Kostel je obklopen zpustlým hřbitovem.

## Popis
Kostel je samostatně stojící orientovaná jednolodní zděná omítaná stavba postavena na půdorysu obdélníku s trojbokým odsazeným závěrem a přistavěnou hranolovou věží. Loď má sedlovou střechu, která přechází na valbovou na kněžištěm, a je krytá eternitem. Věž na půdorysu čtverce má osmibokou jehlanovou střechu krytou břidlicí. Na hřebeni střechy na západním kraji je polygonální sanktusník se zvonovou střechou. K závěru na východní straně je přistavěna sakristie obdélného půdorysu. Hladké fasády ukončené korunní římsou jsou bez zdobení. Okapové stěny lodi jsou prolomeny třemi obdélnými okny se stlačeným půlkruhovým záklenkem, v závěru je obdobné jedno okno. Vstup do kostela je veden podvěžím. Vchod má hladký obdélný portál s klenákem. Věž je členěna římsami a v ose patra jsou obdélná okna s půlkruhovým záklenkem.

### Interiér
V interiéru jsou ploché stropy. Inventář je jednotný rokokový. Hlavní oltář nese současný oltářní obraz. Boční oltáře mají novodobé sochy. Kazatelna je zdobena sochami evangelistů. V kostele je soška Panny Marie z 19. století.

### Zvony
Ve věži byl zavěšeny tři zvony pocházející z období 1735–1745, které byly svěšeny 20. ledna 1917 a rekvírovány. Nové čtyři zvony byly pořízeny po první světové válce. Slavnostní svěcení a zavěšení bylo provedeno 11. července 1936. Ani tyto zvony se nedochovaly.